# Salvador Barba
Salvador Barba Cortés (* in Juanacatlán, Jalisco) ist ein ehemaliger mexikanischer Fußballspieler auf der Position eines Stürmers, der dafür bekannt wurde, am 5. Juli 1975 das „goldene Tor“ zum 1:0-Sieg der UAG Tecos im Aufstiegsfinale gegen den Club Deportivo Irapuato erzielt zu haben, wodurch seine Mannschaft in die höchste mexikanische Spielklasse aufstieg.
Weil auch seine Brüder Carlos, Javier, Leonardo und Leopoldo Fußballprofis waren, ist die Familie mit fünf Vertretern zugleich Rekordhalter im mexikanischen Profifußball.

## Leben
Salvador Barba ging aus dem Nachwuchsbereich des Club Deportivo Guadalajara hervor, bei dem er jedoch – im Gegensatz zu seinen Brüdern Carlos und Javier – keinen Profivertrag erhielt. Daraufhin wechselte er zum in der zweiten Liga spielenden Lokalrivalen UAG Tecos, für den er mit dem bereits erwähnten Treffer das Tor zur ersten Liga aufstieß. Dennoch erhielt Salvador Barba bei den Tecos keinen Vertrag für die erste Liga und spielte anschließend weiterhin in der seinerzeit noch zweitklassigen Segunda División; zunächst für den Club Deportivo Irapuato, dem er durch seinen Treffer den Aufstieg vermasselt hatte, und anschließend für den Club Deportivo Tapatío, einem Farmteam seines Ausbildungsvereins Club Deportivo Guadalajara.
Später ging Salvador Barba unter die Buchautoren und schrieb eine Art Familienbiografie mit dem Titel ?Futbol, Realidad y Grandes Sueños? (deutsch Fußball, Realität und große Träume?).

## Erfolge
- Mexikanischer Zweitligameister: 1974/75